# L'Amant (roman)
L'Amant is een Franse autobiografische roman van Marguerite Duras, gepubliceerd in 1984 door Les Éditions de Minuit. Het leverde de auteur datzelfde jaar de prestigieuze Prix Goncourt op. Alles bij elkaar werden er van haar boek 2,4 miljoen exemplaren verkocht, en in 1992 kwam er ook een gelijknamige verfilming onder regie van Jean-Jacques Annaud.
L'Amant is een complex werk, en is meer dan een verhaal over een jong Europees meisje dat een rijke Chinees bemint en familiale problemen heeft. Precies omdat de verfilming van Jean-Jacques Annaud zich alleen op dat thema baseerde, hield Marguerite Duras niet van de film, die er volgens haar niet in was geslaagd om haar boodschap over te brengen.  
L'Amant is een vormingsroman: de heldin moet obstakels en verboden leren overwinnen. Haar tegenstanders zijn haar eigen familie, de vader van haar minnaar en de koloniale samenleving, die geen liefdesrelaties tussen Europeanen en Chinezen gedoogt. Het meisje moet slagen voor een fysieke test, en heeft voor de eerste keer geslachtsgemeenschap. In L'Amant geeft Duras uiting aan de onzekerheid die men voelt bij de zoektocht naar zichzelf en het veroveren van een eigen identiteit. 
De roman vertelt het eeuwige verhaal van de eerste liefde, de eerste minnaar, rondom de drie belangrijkste personages: 
1. de Chinees, verleid, gefascineerd, gevangen in zijn eigen cultuur en tradities, maar vooral door deze liefde die hem heel zijn leven in bezit zal nemen;
2. de stad Saigon, met het onophoudelijk lawaai, de bromfietsen en de langzaam stromende, modderige rivier;
3. Juliette, zonder onschuld en liefde, maar niet zonder passie, en geobsedeerd door haar te verschijnen boek.

## Verhaal
De gebeurtenissen spelen zich af in het Franse koloniale Vietnam. L'Amant beschrijft de intimiteit en complexiteit van een clandestiene romance tussen een puberend meisje uit een verarmde Franse familie en een oudere, rijke Chinese man.
In 1929 reist het 15-jarig (naamloos) meisje  met de veerboot over de Mekong naar haar kostschool in Saigon. Zij keert terug van een vakantie bij haar ouders in de stad Sa Đéc. Zij trekt de aandacht van een 27-jarige zoon van een Chinese magnaat, een jongeman die erfgenaam wordt van een fortuin. Hij begint een gesprek met haar, en zij stemt toe om in zijn limousine met chauffeur mee te rijden naar de stad. Ze wordt zijn minnares, totdat hij buigt voor de afkeuring van zijn vader en de relatie met haar verbreekt. Pas veel later zal het meisje voor zichzelf haar ware gevoelens erkennen.